# Joan of Plattsburg
Joan of Plattsburg és una pel·lícula muda de propaganda de guerra de la Goldwyn Pictures codirigida per William Humphrey i George Loane Tucker i protagonitzada per Mabel Normand. La pel·lícula va ser la suposar la tornada de Mabel després d’un any allunyada dels platós. Basada en una història de Porter Emerson Brown, es va estrenar el 5 de maig de 1918. Es considera una pel·lícula perduda.

## Argument
Joan, una petita òrfena que viu en un asil prop del camp d'entrenament de Plattsburg durant la Primera Guerra Mundial, llegeix la història de "Joana d'Arc" i s'imagina que és la reencarnació de la soldat-camperola. Mentre seu al celler llegint, sent veus que conspiren contra el govern. Ella creu que les veus venen d’un altre mon però en realitat pertanyen a un grup d'espies alemanys. Els agents planegen adquirir l'important invent d'un jove anomenat Ingleton que s'allotja al campament sota la tutela del capità Lane. Joan explica el que ha sentit al capità, de qui està enamorada, però ell al principi no la creu. Més tard, però, s'assabenta que la trama és real i, amb l'ajuda de Joan aconsegueix capturar els espies. Al final, Joan accepta la proposta de matrimoni del capità.

## Repartiment
- Mabel Normand (Joan)
- Robert Elliott	 (capità Lane)
- William Frederic (superintendent Fisher)
- Joseph W. Smiley (Ingleton)
- Edward Elkas (Silverstein)
- John Webb Dillon (Miggs)
- Willard Dashiell (coronel)
- Edith McAlpin (Mrs. Lane)
- Isabel Vernon (Mrs. Miggs)